# 1982 a filmművészetben

## Események
- The Coca-Cola Company felvásárolja a Columbia Picturest.
- augusztus 28. – A Velencei Nemzetközi Filmfesztivál 50 éves jubileumát ünnepli.

## Sikerfilmek
1. E. T., a földönkívüli (Universal), főszereplő Henry Thomas, Dee Wallace Stone, Peter Coyote – 792 910 554 dollár
2. Aranyoskám (Columbia), főszereplő Dustin Hoffman, Jessica Lange, Bill Murray – 177 200 000 dollár (USA)
3. Garni-zóna (Paramount), főszereplő Richard Gere, Debra Winger, Louis Gossett Jr. – 129 795 554 dollár (USA)
4. Rambo – Első vér (Orion), főszereplő Sylvester Stallone, Richard Crenna, Brian Dennehy – 125 212 904 dollár
5. Rocky III. (United Artists), főszereplő Sylvester Stallone, Talia Shire, Burt Young – 125 049 125 dollár (USA)
6. Poltergeist – Kopogó szellem (MGM), főszereplő Craig T. Nelson, JoBeth Williams, Beatrice Straight – 122 206 280 dollár
7. Malackodók (Fox), főszereplő Dan Monahan, Mark Herrier, Wyatt Knight – 111 289 673 dollár (USA)
8. Űrszekerek II: A Khan bosszúja (Paramount), főszereplő William Shatner, Leonard Nimoy, DeForest Kelley – 97 012 963 dollár
9. 48 óra (Paramount), főszereplő Eddie Murphy, Nick Nolte, James Remar – 78 868 508 dollár (USA)
10. A legjobb bordélyház Texasban (Universal), főszereplő Burt Reynolds, Dolly Parton, Dom DeLuise – 69 701 637 dollár (USA)

## Magyar filmek
- A bankett – rendező Gazdag Gyula
- Adj, király, katonát – rendező Erdőss Pál
- Bors néni – rendező Bohák György
- Cha-Cha-Cha – rendező Kovácsi János
- Csak semmi pánik…
- Dögkeselyű – rendező András Ferenc
- Egymásra nézve – rendező Makk Károly
- Guernica
- Három szabólegények
- Kabala – rendező Rózsa János
- Megáll az idő – rendező Gothár Péter
- Napos oldal
- Noé bárká
- Nyom nélkül
- Néma kiáltás
- Névtelen vár, A
- Panelkapcsolat – rendező Tarr Béla
- Pócspetri – rendező Ember Judit
- Riportré
- Suli-buli – rendező Varsányi Ferenc
- Szívzűr – rendező Böszörményi Géza
- Sértés
- Talpra, Győző! – rendező Szörény Rezső
- A tücsök hegedűje – rendező Balogh Géza
- Vízipók-csodapók - Rendező Szabó Szabolcs, Haui József, Szombati Szabó Csaba
- Vőlegény – rendező Vámos László
- Vörös föld – rendező Vitézy László
- Zizi – rendező Janisch Attila

## Díjak, fesztiválok
- Oscar-díj (március 29.)
  - Tűzszerekerek
  - Rendező: Warren Beatty – Vörösök
  - Férfi főszereplő: Henry Fonda – Aranytó
  - Női főszereplő: Katharine Hepburn – Aranytó
  - Külföldi film: Mephisto – Szabó István
- 7. César-gála (február 27.)
  - Film: La Guerre du feu, rendezte: Jean-Jacques Annaud
  - Rendező: Jean-Jacques Annaud, La Guerre du feu
  - Férfi főszereplő: Michel Serrault, Őrizetbevétel
  - Női főszereplő: Isabelle Adjani, Megszállottság
  - Külföldi film: Az elefántember, rendezte David Lynch
- 1982-es cannes-i filmfesztivál
- Berlini Nemzetközi Filmfesztivál
  - Arany Medve:Veronika Voss vágyakozása – Rainer Werner Fassbinder
  - Rendező:Mario Monicelli – Vaskos tréfa
  - Férfi főszereplő: Michel Piccoli – Különös eset és Stellen Skarsgaard – Az együgyű gyilkos
  - Női főszereplő: Katrin Sass – Keresség egy évre
- Velencei Nemzetközi Filmfesztivál (augusztus 28-szeptember 10)
  - Arany Oroszlán: A dolgok állása – Wim Wenders
  - Férfi főszereplő: Max von Sydow – A sas utolsó repülése
  - Női főszereplő: Susan Sarandon – A vihar
- 1982-es Magyar Filmszemle

## Filmbemutatók
- 48 óra – főszereplő Eddie Murphy és Nick Nolte
- Annie – rendező John Huston
- Aranyoskám – főszereplő Dustin Hoffman, rendező Sydney Pollack
- Bosszúvágy 2. – rendező Michael Winner
- Conan, a barbár – rendező John Milius
- Dead Men Don't Wear Plaid – rendező Carl Reiner
- A dolgok állása – rendező Wim Wenders
- Eltűntnek nyilvánítva – rendező Costa-Gavras
- Fanny és Alexander – rendező Ingmar Bergman
- Fast Times at Ridgemont High – rendező Amy Heckerling
- Frances – rendező Graeme Clifford
- Gandhi – rendező Richard Attenborough
- Garp szerint a világ – rendező George Roy Hill
- Grease 2 – rendező Patricia Birch
- Halloween III: Season of the Witch – rendező Tommy Lee Wallace
- The Hunchback of Notre Dame
- Inchon! – főszereplő Laurence Olivier
- Az ítélet – rendező Sidney Lumet
- Ki kém, ki nem kém - rendező Sidney Poitier
- Love Child – rendező Larry Peerce
- The Man From Snowy River – rendező George T. Miller
- Megaforce – rendező Hal Needham
- Monkey Grip – rendező Ken Cameron
- My Favorite Year – rendező Richard Benjamin
- Péntek 13. – 3. rész – rendező Steve Miner
- Pink Floyd: A fal – rendező Alan Parker
- Richard Pryor Live on Sunset Strip – rendező Joe Layton
- A rózsaszín párduc nyomában – rendező Blake Edwards
- The Secret of NIMH – rendező Don Bluth
- Sophie választása – rendező Alan J. Pakula
- Soup For One – rendező Jonathan Kaufer
- Starstruck – rendező Gillian Armstrong
- Star Trek II: The Wrath of Khan – rendező Nicholas Meyer
- Szárnyas fejvadász – rendező Ridley Scott
- Things Are Tough All Over – rendező Thomas K. Avildsen
- Tron – rendező Steven Lisberger
- Veronika Voss vágyakozása – rendező Rainer Werner Fassbinder
- Victor/Victoria – rendező Blake Edwards
- Volver a Empezar – rendező José Luis Garcia
- A Z rohamosztag – rendező Tim Burstall
- Yol – rendező Serif Gören és Yilmaz Güney
- Török Star Wars – rendező Çetin Inanç

## Születések
- március 11. – Thora Birch, amerikai színésznő
- április 1. – Sam Huntington, amerikai színésznő
- április 30. – Kirsten Dunst, amerikai színésznő
- július 24. – Anna Paquin, kanadai színésznő
- szeptember 30. – Lacey Chabert, Amerikai színésznő

## Halálozások
- március 5. – John Belushi, színész
- március 6. – Ayn Rand, író
- május 29. – Romy Schneider, osztrák színésznő
- június 10. – Rainer Werner Fassbinder, német filmrendező
- június 18. – Curt Jurgens, osztrák színész
- június 29. – Henry King, amerikai színész és rendező
- augusztus 12. – Henry Fonda, amerikai színész
- augusztus 29. – Ingrid Bergman, svéd színésznő
- szeptember 14. – Grace Kelly, amerikai színésznő
- november 4. - Dominique Dunne, amerikai színésznő
- november 5. – Jacques Tati – francia rendező
- november 21. – Lee Patrick, színésznő